# Maria Gabriella Zen
Maria Gabriella Zen (Castelfranco Veneto, 3 novembre 1957) è una compositrice italiana.

## Biografia
Ha compiuto la sua formazione attraverso studi sia musicali che umanistici, conseguendo i Diplomi di Pianoforte (1977), Musica Corale e Direzione di Coro (1979) e Composizione (1985) presso il Conservatorio Cesare Pollini di Padova, la Laurea in Lettere con tesi in Storia della Musica (1982) e il Dottorato di Ricerca in Linguistica (2012) presso l’Università Ca’ Foscari di Venezia. La sua formazione compositiva, intrapresa sotto la guida di Wolfango Dalla Vecchia, è proseguita all'Accademia Musicale Chigiana di Siena con Franco Donatoni durante i Corsi Estivi di Perfezionamento del 1982 e 1983.
Nel 1986 la sua opera da camera L'amore di Don Perlimplino con Belisa nel giardino su testo di Federico García Lorca è risultata finalista all'Internationaler Carl-Maria-von-Weber-Wettbewerb für Kammeropern 1986 della Semperoper di Dresda.
Il 27 marzo 1993 il Quartetto Arditti ha eseguito al Teatro La Fenice di Venezia il suo primo quartetto Liederkreis.
Nel novembre 1993, con il brano Salmi per soprano solo, si è classificata nella terna dei finalisti dell’Olympia International Composition Competition di Atene.
Ha rappresentato l’Italia nell'ambito del 3° Workshop per Artisti UE organizzato nell’ottobre 2003 dal Parlamento europeo ad Oslip (Austria) con In der Wüste per mezzosoprano, contralto e percussioni.
Nella Primavera del 2004 ha partecipato – assieme ad altri dieci Compositori Europei - alla composizione della suite 11-Eleven, commissionata dalla UE per celebrare la memoria delle vittime del terrorismo e l’entrata delle nuove Nazioni nell’Unione europea il 1º maggio 2004, con l’XI° brano (Finale: Pax, luminosa Pax).
L’8 ottobre 2004 ha preso parte in rappresentanza dell’Italia al Concerto di Musiche Nuove di compositori europei che ha inaugurato la Sala Rossi del ricostruito Teatro La Fenice.
Invitata a varie edizioni di "Nuove Musiche d'Europa", rassegna di musica contemporanea organizzata da EU-ART-Network presso le Sale Apollinee del Teatro La Fenice, ha composto Canzona magnetica (2006) e Die Linien des Lebens... (2007) per I Virtuosi della Fenice (il Settimino delle Prime Parti dell'Orchestra).
Per il Festivaletteratura 2007 di Mantova ha realizzato, in collaborazione con Gianfranco de Bosio, la lettura integrale delle Bucoliche di Virgilio: gli allievi della Scuola del Piccolo Teatro di Milano hanno “recitato-cantando” le dieci Egloghe accompagnati dai musicisti del Conservatorio Campiani, in una rivisitazione contemporanea dell’antica fusione musica-poesia. (Mantova, Palazzo d’Arco, 5/8 settembre 2007)
Il suo progetto per un'opera nuova, sostenuto dall’Istituto Italiano per l’Opera e la Poesia di Verona, è risultato vincitore di Finanziamento per il Programma Cultura 2007-2013 dell’Agenzia esecutiva per l'istruzione, gli audiovisivi e la cultura (EACEA) della UE. Il libretto dell'opera Chronos parádoksos (2007/2010), scritto assieme a Gianfranco de Bosio, ha ricevuto il 17 ottobre 2012 l'VIII Premio Giacomo Matteotti della Presidenza del Consiglio dei ministri (Sezione II - opere letterarie e teatrali) "assegnato annualmente ad opere che illustrano gli ideali di fratellanza tra i popoli, di libertà e giustizia sociale, che hanno ispirato la vita di Giacomo Matteotti" .
Nel novembre 2008 l’Orchestra i Pomeriggi Musicali di Milano, diretta da Stanley Dodds, voce recitante Stefania Felicioli, ha eseguito al Teatro Dal Verme il Melologo Ultime rime d'amore su sonetti dal Canzoniere per Bartolomeo Zen di Gaspara Stampa (1551-1554).
Nel gennaio 2010 è stato eseguito alle Sale Apollinee del Teatro La Fenice il videomelologo Il Regno dei Fanes, su suo libretto ispirato alla leggenda ladina di Dolasilla con brani dalle lettere dal fronte di Giuseppe ed Eugenio Garrone (1915-1917). Video realizzato da Margot Galante Garrone da foto della prima guerra mondiale sulle Dolomiti.
La Biennale di Venezia le ha commissionato, nell'ambito del 54º Festival Internazionale di Musica Contemporanea, Don Giovanni, variazioni sul mito, sette variazioni per coro femminile, percussioni e organo in una stanza lontana, eseguito sotto la sua direzione a Palazzo Pisani a Santo Stefano durante l'Evento inaugurale (Opera-Labirinto Don Giovanni a Venezia) il 23, 24 e 25 settembre 2010.
Ha partecipato a due Maratone Contemporanee organizzate dal Teatro La Fenice nell'ambito del Festival “Lo Spirito della Musica di Venezia”: nel 2013 con Canzona a tre su un tema di Giovanni Gabrieli e nel 2014 con Tre frammenti da Stabat Mater di Tiziano Scarpa.
L'European String Teachers Association le ha commissionato la composizione contemporanea per il concerto di inaugurazione del 47º Congresso Internazionale che nel 2019 si è tenuto in Italia. Variazioni e Corale sulla Follia ha debuttato all'Auditorium Arvedi del Museo del Violino di Cremona il 27 aprile 2019 nell'esecuzione dell'ESTA String Orchestra.
Ha collaborato con importanti registi del teatro italiano (Gianfranco de Bosio, Carlo Cecchi, Bepi Morassi, Stefano Pagin, Damiano Michieletto, Boris Stetka) scrivendo musiche di scena per spettacoli dei più vari autori, da Ruzante a Hugo Pratt. Nel 1989 ha vinto il Premio Orione Nuove Proposte Musicali di Rai Radio 3 per le musiche di scena de Le baruffe chiozzotte di Carlo Goldoni nell'edizione de Bosio-Luzzati-Calì. 
Dal 1989 al 2006 è stata la compositrice stabile del Teatro a l'Avogaria di Venezia, con cui ha partecipato a molte tournée internazionali e al 38º Festival Internazionale del Teatro della Biennale di Venezia nel luglio 2006.
Maurizio Scaparro, Direttore della Biennale Teatro, le ha affidato nell'ottobre 2008 il Seminario di Composizione di Musiche di Scena Studio su Orlando. nell'ambito del Laboratorio Internazionale Mediterraneo del Settore Teatro della Biennale di Venezia. Orlando di Virginia Woolf, adattamento teatrale e regia di Stefano Pagin, ha poi debuttato il 22 febbraio 2009 nell'ambito del 40º Festival Internazionale del Teatro della Biennale di Venezia. Nel 2011 lo spettacolo è stato ripreso nella versione per un solo attore (Stefano Scandaletti) con il titolo Orlando-Orlando ed ha vinto il Premio OFF 2011 del Teatro Stabile del Veneto Carlo Goldoni e, nel settembre 2012, il Premio nazionale Argot OFF 2012.
Nell’ottobre 2006 ha scritto le musiche di scena per la lettura integrale de Il Milione di Marco Polo, con la direzione artistica di Gianfranco de Bosio e le immagini di Emanuele Luzzati, realizzata dal Teatro Fondamenta Nuove di Venezia in occasione delle celebrazioni del 750º anniversario della nascita di Marco Polo.  Le tracce registrate hanno dato vita ad un DVD didattico nel 2008 e sono state pubblicate in formato audiolibro open access il 15 settembre 2021 nel Portale Cultura Veneto (Bacheca/Libri Letture) della Regione Veneto.
Nel 1994 ha iniziato la collaborazione con il Laboratorio Interdisciplinare per le Scienze Naturali ed Umanistiche della SISSA (Scuola Internazionale Superiore di Studi Avanzati) di Trieste, diretto da Claudio Magris. Due sue conferenze sono state pubblicate nei Quaderni della SISSA:
Legge naturale, caso e ordine: Arnold Schönberg dalle leggi dell'armonia all'invenzione della dodecafonia  e
Reti fantastiche - aure scientifiche nella musica di György Ligeti.
Scrive musica per l'immagine per le Edizioni Flippermusic e DENEB. I videoartisti Ila Bêka e Louise Lemoine hanno utilizzato sue musiche per Spiriti (2015), 15 video disponibili sul sito della Fondazione Prada che li ha commissionati.
Sue composizioni sono state pubblicate da Agenda Edizioni e da Ars Publica.

## Opere principali

### Musiche di scena e per video/film
- La Fleppa lavandara di Anonimo Bolognese (1741) regia di Boris Stetka e Gianfranco de Bosio (1987) Commissione Rassegna "Il teatro delle lingue sconfitte", Benevento[7]
- Le baruffe chiozzotte di Carlo Goldoni, regia di Gianfranco de Bosio (1988) Commissione Estate teatrale veronese - Premio Orione Nuove Proposte Musicali di Rai Radio 3 1989
- Il cavaliere Giocondo di Carlo Goldoni, regia di Bepi Morassi (1989) Teatro a l'Avogaria
- George Dandin o il marito confuso di Molière nella traduzione di Cesare Garboli, regia di Carlo Cecchi (1989) Commissione del Teatro Niccolini (Firenze)
- Echi di Babele da Ruzante e Samuel Beckett, drammaturgia di Giovanni Boni e Boris Stetka, regia di Boris Stetka per il Gruppo della Rocca (1989)
- Las Spagnuolas di Andrea Calmo, regia di Lino Spadaro (1990) Teatro a l'Avogaria
- Lo Schiavetto di Giovan Battista Andreini, regia di Bepi Morassi (1990) Teatro a l'Avogaria
- I due gemelli veneziani di Carlo Goldoni, regia di Gianfranco de Bosio (1991) Commissione Teatro de Gli Incamminati (Milano)
- Il ventaglio di Carlo Goldoni, regia di Andrea Dosio (1991) Teatro a l'Avogaria
- Insuonio e incantaçion da Ruzante, drammaturgia e regia di Lino Spadaro (1992) Teatro a l'Avogaria
- La finta ammalata di Carlo Goldoni, regia di Bepi Morassi (1993) Teatro a l'Avogaria
- Turandot di Carlo Gozzi, regia di Bepi Morassi (1994) Teatro a l'Avogaria
- La Betìa di Angelo Beolco detto Ruzante, regia di Gianfranco de Bosio (1994) Commissione Estate teatrale veronese
- Phonés (Voci) su poesie di Konstantinos Kavafis, drammaturgia e regia di Stefano Pagin (1995) Teatro a l'Avogaria
- Le morbinose di Carlo Goldoni, regia di Bepi Morassi (1996) Teatro a l'Avogaria
- L'alfabeto dei villani drammaturgia di Giovanni Poli su canovacci della commedia dell'arte, regia di Bepi Morassi (1997)  Commissione Festival d'Autunno del Teatro Olimpico di Vicenza
- Il quartiere fortunato (intermezzo comico per musica) di Carlo Goldoni, regia di Stefano Pagin (2000) Teatro a l'Avogaria
- Due Dialoghi:Parlamento e Bilora di Angelo Beolco detto Ruzante, regia di Damiano Michieletto (2003) Teatro a l'Avogaria
- La fiaba della vecchia comare di George Peele, regia di Luca Ferraris (2003) Teatro a l'Avogaria
- Una ballata del mare salato di Hugo Pratt, regia di Damiano Michieletto (2003) Commissione Arteven
- Il Saltuzza di Andrea Calmo, regia di Riccardo Bellandi (2004) Teatro a l'Avogaria
- I Pitocchi fortunati di Carlo Gozzi, regia di Roberto Milani (2006) Teatro a l'Avogaria
- La finta ammalata o sia lo speziale di Carlo Goldoni, regia di Bepi Morassi (2006) Riedizione per il 38º Festival Internazionale del Teatro della Biennale di Venezia
- Il Milione di Marco Polo, lettura integrale in 4 puntate con la direzione artistica di Gianfranco de Bosio (2006)  Commissione Comitato Nazionale per le Celebrazioni del 750º anniversario della nascita di Marco Polo
- Le Bucoliche di Virgilio, lettura integrale per il Festivaletteratura di Mantova, traduzione di Giorgio Bernardi Perini, regia di Gianfranco de Bosio (2007)
- Il Milione di Marco Polo DVD didattico, direzione artistica di Gianfranco de Bosio (2008) Commissione Teatro Fondamenta Nuove di Venezia e Regione del Veneto
- Orlando dal romanzo di Virginia Woolf adattamento teatrale e regia di Stefano Pagin (2009) Commissione della Biennale di Venezia
- La base de tuto di Giacinto Gallina, regia di Stefano Pagin (2009) Commissione Teatro stabile del Veneto Carlo Goldoni
- Il Cappotto di Nikolaj Vasil'evič Gogol', adattamento teatrale e regia di Stefano Pagin (2009) Compagnia Teatrale Trepunti
- Il Regno dei Fanes Videomelologo (2010) Testo e musica di Maria Gabriella Zen, video di Margot Galante Garrone
- Chronos parádoksos Lettura integrale del libretto di Gianfranco de Bosio e Maria Gabriella Zen, a cura di Gianfranco de Bosio con gli attori della Scuola del Piccolo Teatro di Milano (2011) Commissione Festival Musica e Poesia d'Europa, Verona
- Orlando-Orlando dal romanzo di Virginia Woolf, adattamento teatrale per un solo attore e regia di Stefano Pagin (2011) Premio Teatro OFF Teatro stabile del Veneto Carlo Goldoni 2011 e Premio Argot OFF 2012[6]
- Spiriti un progetto video di Ila Bêka & Louise Lemoine per la Fondazione Prada (2015)
- Chronos parádoksos di Gianfranco de Bosio e Maria Gabriella Zen (Premio Matteotti 2012 della Presidenza del Consiglio dei ministri Sezione II - Opere Letterarie e Teatrali), adattamento e regia di Nicoletta Maragno (2017) Commissione Consiglio d'Europa Ufficio di Venezia in occasione del Giorno europeo 2017
- 3'43" (Le Percussioni di Venezia nel Giorno di San Marco 2020) Video di Maria Gabriella Zen (2020)[8]
- Natale digitale 2020: Albero di Fabrizio Plessi Video di Daniele Frison (2020)[9]
- L'arco immaginifico Video di Tempe Hernandez e Gisella Curtolo (2021)
- Audiolibro Il Milione  Direzione artistica di Gianfranco de Bosio (2021) disponibile open access nel Portale Cultura Veneto (Bacheca/Libri letture) della Regione Veneto
- Il mondo di Riccardo. Domenico Riccardo Peretti Griva Magistrato e fotografo Film di Daniele Frison (2022) Anteprima Torino, Cinema Massimo, 18/1/2022

### Teatro
- L'amore di Don Perlimplino con Belisa nel giardino opera da camera in due atti con un intermezzo, libretto di Maria Gabriella Zen liberamente tratto dall'omonima "Alleluia erotica in quattro atti" di Federico García Lorca (1985-86) Finalista all'Internationaler Carl-Maria-von-Weber-Wettbewerb für Kammeropern 1986 della Staatsoper Dresden Semperoper
- En autò musica per balletto, vocalizzi per mezzosoprano, percussioni e quartetto d’archi (1989) Commissione VenetoBalletto, Padova
- Il frutto diviso (Butterfly rivisitata) tragedia musicale in un atto, libretto di Boris Stetka (1990)
- Kaleidocromía Spettacolo per un pubblico in movimento Percorso Multimediale per Percussioni, Pittura improvvisativa e Proiettori (1995) Commissione Teatro a l'Avogaria
- Chronos parádoksos opera lirica in due atti (2007-2010) libretto di Gianfranco de Bosio e Maria Gabriella Zen (Premio Matteotti 2012 della Presidenza del Consiglio dei Ministri - Sezione II: Opere letterarie e teatrali)
- Il Regno dei Fanes Videomelologo per voce recitante, soprano, flauto/flauto basso e 2 percussionisti, testo e musica di Maria Gabriella Zen da leggende ladine e da lettere dal fronte (1915-1917) di Giuseppe ed Eugenio Garrone, video di Margot Galante Garrone (2010)

### Composizioni per orchestra e voci
- Requiem per soprano, contralto, coro misto e orchestra, Testi tratti dal Libro di Giobbe (1990)
- Con lievi mani (otto haiku) per piccola orchestra (1990)
- Seven Songs per soprano e orchestra su poesie di Emily Dickinson (1992)
- Woher und wohin? per soprano, baritono e orchestra, su versi di Simon Frug (1993)
- Vértigo sin fondo, el tiempo... per orchestra (1994)
- Querela pacis per orchestra (1995)
- Woher und wohin? per soprano, contralto e orchestra su versi di Simon Frug (1997)
- Ricercare Concerto per violino e orchestra (1997)
- Variazioni per archi per orchestra d'archi (1997) Commissione "I Virtuosi dell'Ensemble di Venezia"
- Ultime rime d'amore melologo per voce recitante e orchestra, dal Canzoniere per Bartolomeo Zen di Gaspara Stampa (2008) Commissione Orchestra i Pomeriggi Musicali
- Variazioni e Corale sulla Follia per orchestra d'archi (2019) Commissione ESTA Foundation

### Musica da camera
- Tropo di Maggio su testo di Roberto Mussapi per soprano, flauto, tromba, pianoforte, violoncello e percussioni (1981) Premio "Gigi Ongaro" 1981
- Invenzione a due voci per flauto e clarinetto (1983)
- Sette scherzetti per flauto e arpa (1990)
- No words song per soprano, contralto e due gruppi da camera con percussione (1991)
- Liederkreis per quartetto d'archi (1991)
- Trio Grave per viola, violoncello e contrabbasso (1992)
- Sono lunghe le estati delle Esperidi per flauto e percussioni (1992) Commissione riPERCUSSIONI - II Rassegna
- Woher und wohin? su versi di Simon Frug (con ipotesi di Live electronics) per mezzosoprano, flauto contralto in sol, clarinetto, 2 percussionisti (1993) Commissione Contempo Ensemble, Venezia
- Cinque Lieder su frammenti di Zbigniew Herbert per soprano, pianoforte a coda e percussione (1993) Commissione Sonopolis-Teatro la Fenice II Edizione
- Elegía del recuerdo imposible per flauto dolce (Ganassi) o flauto traverso e marimba (1994) Commissione KulturBrauerei, Berlin
- Sacks' pieces per quartetto d’archi (1994-95)
- ...leggere la grafia delle nuvole... per pianoforte e percussioni (1995) Commissione Sonopolis-Teatro La Fenice IV Edizione
- Le barricate misteriose (Hommage à Couperin) per 12 violoncelli (1995) Commissione di Teodora Campagnaro
- Songes ou rêves? per ensemble con percussione (1995)
- ...troppo pochi luminosi crepuscoli... per flauto, arpa e violoncello (1996) Commissione Teatro a l'Avogaria
- Ricercare per violino e pianoforte (1996)
- Vibrante duo per flauto Ganassi (o flauto contralto o flauto basso) e 1 percussionista (1998) Commissione Duo Points of contact
- Woher und wohin? su testo di Simon Frug per soprano e quartetto d'archi (1998)
- Frattals per quartetto d'archi (1998)
- Minus per flauto, oboe, clarinetto, fagotto e sax tenore (1999) Commissione "I Biscromatici", Foligno
- Reflected lights per flauto, oboe, clarinetto, pianoforte e percussioni (1999)
- Dancing around the sun su una poesia di Emily Dickinson per mezzosoprano, flauto, clarinetto, due pianoforti e percussioni (2000) Commissione "Donne in Musica" - sezione di Venezia
- American Songs (3 Love songs): Day after day, Love’s Shadows, Thank you for all testi di Maria Gabriella Zen per canto e pianoforte (2000)
- ...un cessar dei venti, un letto ed un sonno all'ansia... per trio d'archi (2003) Commissione Triodellarco
- In der Wüste su testi di T.S.Eliot e Isaia per mezzosoprano, contralto e 3 percussionisti (2003) Commissione del MEP Christa Prets per l'UE Workshop for European artists 2003, Oslip (Austria)
- 11-Eleven (Pax, luminosa Pax) suite di 11 compositori europei: XI° Frammento-Finale per contralto, flauto, clarinetto, trombone, violino e percussioni (2004) Commissione del MEP Christa Prets in occasione dell’Allargamento della UE
- Canto ventitreesimo su testo dal 23° Canto dell'Inferno di Dante Alighieri per soprano, contralto, flauto, clarinetto, clarinetto basso, tuba e 2 percussionisti (2004) Commissione del Festival “Malebolge”, Rovigo
- Wie aus der Ferne (Omaggio a György Ligeti) per quartetto d'archi (2005)
- Canzona Magnetica per settimino: violino, viola, violoncello, contrabbasso, clarinetto, fagotto e corno (2006) Commissione Nuove Musiche d'Europa - II Edizione
- Lacrimosa per ottetto: violino, viola, violoncello, contrabbasso, clarinetto, fagotto, corno e percussioni (2006) Commissione del MEP Christa Prets in occasione della Presidenza UE dell'Austria - 6° Workshop Internazionale per artisti UE
- Variazione su tema di Mozart K 481 per violino, violoncello, pianoforte, flauto, clarinetto in sib, vibrafono e tam-tam (2006) Commissione del Festival Spaziomusica 2006, Cagliari
- Die Linien des Lebens... per ottetto: violino, viola, violoncello, contrabbasso, clarinetto, fagotto, corno e percussioni (2007) Commissione Nuove Musiche d'Europa - III Edizione
- La cifra del Nulla Happening per 2 pianisti su un pianoforte a coda ed 1 superpercussionista (2007)
- Acedia (Hommage à Schubert) per trio con pianoforte (2008) Commissione ORF (Radiotelevisione Austriaca)
- Xenia testo di Konstantinos Kavafis per gruppo di violoncelli e voce ad libitum (2009) Commissione Venice Cello Ensemble
- Canzona a tre (su un tema di Giovanni Gabrieli) per flauto in sol, violoncello e percussioni (2013) Commissione Fondazione Teatro La Fenice di Venezia per il Festival "Lo Spirito della Musica di Venezia 2013"
- Tre frammenti da Stabat Mater di Tiziano Scarpa per soprano e vibrafono (2014) Commissione Fondazione Teatro La Fenice di Venezia per il Festival "Lo Spirito della Musica di Venezia 2014"
- Adeste Fideles in stille Nacht per due violini (viandanti) (2015) Commissione Ex Novo Ensemble
- Nigunìm su antichi canti ebraici per ensemble di violoncelli (2016) Commissione Venice Cello Ensemble
- Viola che vola I, II, III per viola (e ombra di pianoforte ad libitum) (2018)
- Oriente per flauto d'ebano, flauto basso, dobachi, vibrafono e gong (2020) Commissione Kublai Film

### Composizioni per sole percussioni
- Farewell per marimba e voce dell'esecutore ad libitum (1991) Commissione riPERCUSSIONI - II Rassegna
- Invenzione a due per marimba e vibrafono (1992) Commissione riPERCUSSIONI - III Rassegna
- Ricercare per dobachi, vibrafono e gong grave (1992) Commissione Sonopolis-Teatro La Fenice I Edizione
- Risonanze per due percussionisti (1995)
- Farewell versione per vibrafono e voce dell'esecutore ad libitum (1999) Commissione Venezia Nuova Musica
- Motus in fine velocior per tre percussionisti (2011) Commissione del Conservatorio Benedetto Marcello di Venezia in occasione del Festival Suona Italiano
- Svariazioni 12 variazioni sul tema Ah! vous dirai-je, maman per 5 percussionisti (2017) Commissione Festivalpercussioni 2017
- Omaggio a Varèse per 13 percussionisti (2023) Commissione del Conservatorio Benedetto Marcello di Venezia in occasione del 60º anniversario della cattedra di Percussioni[10][11]
- Micromusic1 per vibrafono (2024) pubblicato in International Music Score Library Project/Petrucci Music Library
- Micromusic2 per vibrafono e timpano 29" preparato con 3 heavy bells (11",9" e 7") oppure con 3 piccoli piatti splash sulla membrana (2024)

### Composizioni per solista
- Esercizio per pianoforte (1983)
- Frammentazioni per viola (1989)
- Chiarina (Hommage à Schumann) per flauto (1990)
- Salmi per soprano, testi tratti dal Libro dei Salmi (1993) Finalista Olympia International Composition Competition, Atene 1993
- Cinque studi per chitarra (1992) Commissione Sonopolis-Teatro La Fenice I Edizione
- Omaggio a Kavafis per chitarra (1995) Commissione Sonopolis-Teatro La Fenice IV Edizione
- Hommage à Escher per pianoforte (1995)
- Cinque pezzi per organo (1999)
- Teòdoton per contrabbasso (2002)
- Der Schützengel als Begleiter des Menschen Variazioni sul tema della Passacaglia dalla Sonata XVI di Heinrich Ignaz Franz Biber per violino solo (2004) Commissione Sezione FAI di Venezia
- Come in uno specchio per pianoforte (2008) Commissione Europe Direct – VE.net.O
- Sette fantasie Variazioni sul Così fan tutte di Wolfgang Amadeus Mozart per pianoforte (2008) Commissione Donne in Musica-Sezione di Venezia
- O sgouros vasilikòs per pianoforte Commissione Technopolis Atene (2018)
- Viola che vola I, II, III per viola (2018)
- Micromusic1 per vibrafono (2024) pubblicato in International Music Score Library Project/Petrucci Music Library

### Composizioni per coro
- Sonetto contra la moglie su testo di Francesco Berni per coro a quattro voci pari (1979)
- Sette Cori su frammenti dalla Medea di Euripide per coro misto (1990)
- Daffodils su una poesia di William Wordsworth per coro femminile o di voci bianche (1997)  Commissione "The Madrigal Singers", Manila
- Favoletta, Frutta erbaggi, Guarda là quella vezzosa Tre piccoli pezzi su poesie di Umberto Saba per coro femminile o di voci bianche(2001)
- Don Giovanni, variazioni sul mito Sette variazioni su Là ci darem la mano testi di Euripide, Heine, Leopardi e Rilke per coro femminile, 4 percussionisti e organo in una stanza lontana (Biennale Musica 2010) Commissione la Biennale di Venezia
- Magnificat Canticum Beatae Mariae Virginis (Luc. I, 46-55) per coro a otto voci femminili o bianche (2011)
- Tre canti natalizi (Adeste fideles, Tu scendi dalle stelle, Stille Nacht) per coro a voci pari e percussioni (2012) Commissione Fondazione Teatro La Fenice

### Composizioni per bambini
- Il paggio saggio azione teatrale su testo di Sergio Tofano per voce narrante, voce bianca solista, coro di voci bianche e orchestra di ragazzi (1991)
- Variazioni Curtolo sul tema Tanti auguri a te per due violini (oppure violino e viola), pianoforte, tre (o più!) percussionisti "in erba" e coro di familiari (2006)
- Favole al telefono (Guida del giovane alle percussioni) su testo di Gianni Rodari per voce narrante e quattro percussionisti (bravi!) (2015) Commissione Amici della Musica di Foligno e Tetraktis Percussioni[12]

## Discografia
- CD Museum of art (Musica per l'immagine) Primrose Music, London, PRCD 058 (1993)
- CD Venezia Musica Nuova CD collettivo di 7 compositori veneziani (2002)
- CD Workshops 2001/2002/2003 2 CD collettivi di compositori europei allegati al Catalogo prodotto da Ziel1=Kunst=Kunst1 e MEP Christa Prets ISBN 3-901757-37-6 (2004)
- CD 11-Im Gedenken an die Opfer von Terror und Krieg Eröffnungskonzert Sala Rossi im Teatro la Fenice 8.X.2004, CD collettivo di compositori europei prodotto da Ziel1=Kunst=Ziel1 e PSE-Sozialdemokratische Fraktion im Europäischen Parlament ISBN 3-901757-40-6 (2004)
- DVD Il Milione di Marco Polo lettura integrale, direzione artistica di Gianfranco De Bosio, musiche di Maria Gabriella Zen, prodotto da Regione del Veneto e Teatro Fondamenta Nuove, TFN/0108 (2008)
- CD Medieval Travelers (Musica per l'immagine) DENEB-DNB764 (2012)
- CD Medieval wedding (Musica per l'immagine) FlipperMusic Int. Red Globe Records - RGR 164 (2017)
- Audiolibro Il Milione  Direzione artistica di Gianfranco de Bosio (2021) disponibile open access nel Portale Cultura Veneto (Bacheca/Libri letture) della Regione Veneto

## Onorificenze
Premio Giacomo Matteotti della Presidenza del Consiglio dei Ministri VIII edizione 2012 - Sezione opere Letterarie e Teatrali per il libretto dell'opera "europea" Chronos Paràdoksos scritto assieme a Gianfranco de Bosio
- motivazione = "Frutto di un progetto ideato per la partecipazione ad un bando emanato nell'ambito della Comunità Europea, l'opera nasce su un libretto ricco di una forte componente ideale nutrito dall'inserimento di versi intensi di poeti contemporanei collocati all'interno di una struttura animata dalla forza compositiva di una tragedia eschilea. Il tutto teso a rafforzare con l'arte il messaggio di una Europa Unita e la diffusione della ricerca della pace"

17 ottobre 2012

## Pubblicazioni
- Studiare in vacanza: il metodo Kodály  in  Laboratorio Musica  n.14/15 - Luglio-Agosto 1980, pp. 16-18
- Attualità di un metodo didattico del '700: "Corelli trasformato in quattro Antifone e otto Tantum ergo da Antonio Tonelli Carpigiano" in La Cartellina anno decimo n.45 - settembre 1986, Edizioni Suvini Zerboni, Milano, pp. 20-32
- Citazioni da autori che mi sono particolarmente cari... in Musica Attuale 2/1991, Ed. Musicali AGENDA, Bologna 1991, p. 13
- Alberta Cataldi (a cura di), Autoanalisi dei compositori italiani contemporanei vol.1, Flavio Pagano Editore, Napoli 1992 ISBN 88-85228-16-X, p. 169
- Arnold Schönberg: dalle leggi dell'armonia all'invenzione della dodecafonia in Quaderni ILAS/LL-10/1994, SISSA (Scuola Internazionale Superiore di Studi Avanzati), Trieste 1994, pp. 13-30
- Reti fantastiche - Aure scientifiche nella musica di György Ligeti in Quaderni ILAS/LL-6/1995, SISSA (Scuola Internazionale Superiore di Studi Avanzati), Trieste 1995, pp. 1-29
- (IT, EN) Zen, Maria Gabriella, Chronos parádoksos : genesi di un'opera poliglotta, su Università Ca' Foscari Venezia, 2012. URL consultato il 17 marzo 2025 (archiviato dall'url originale il 28 maggio 2024).
- Don Bruno Bertoli e la musica in Appunti di Teologia Notiziario trimestrale del Centro di studi teologici Germano Pattaro di Venezia - Anno XXIX - n.4, Ottobre-Dicembre 2016, p.6
- Prefazione al libro Fior da fiore: Sicilia, la mia terra di Maurizio Karra, Fotograf Editore, Palermo 2022 ISBN 978-88-97988-61-8